# Ms. Vampire Who Lives in My Neighborhood
Ms. Vampire Who Lives in My Neighborhood (jap. となりの吸血鬼さん Tonari no kyūketsuki-san) – czteropanelowa manga autorstwa Amatou, publikowana od sierpnia 2014 do grudnia 2021 na łamach magazynu „Comic Cune”, który pierwotnie był dodatkiem do magazynu „Gekkan Comic Alive”.
Na jej podstawie powstał serial anime, który emitowano od października do grudnia 2018.

## Fabuła
Pewnego dnia Akari Amano usłyszała plotkę o domu, w którym podobno znajduje się żywa lalka. Dziewczyna postanawia ją odnaleźć i zabrać do siebie, lecz po drodze gubi się w lesie. Z opresji ratuje ją właścicielka posiadłości, o której krążyła owa plotka – wampirzyca Sophie Twilight. Akari od razu zachwyca się uroczą jak lalka Sophie i zaczyna odwiedzać ją niemal codziennie, aż ostatecznie się do niej wprowadza. Ich spotkanie staje się początkiem zmian w życiu Sophie, która dotąd mieszkała samotnie. Z czasem w jej otoczeniu pojawiają się również koleżanki Akari – Natsuki Hinata – oraz Ellie, również wampirzyca, która po stu latach snu obudziła się i przybyła, by odnaleźć Sophie.

## Bohaterowie
- Sophie Twilight (jap. ソフィー・トワイライト Sofī Towairaito)

Seiyū: Miyu Tomita 
- Akari Amano (jap. 天野 灯 Amano Akari)

Seiyū: Yū Sasahara 
- Hinata Natsuki (jap. 夏木 ひなた Natsuki Hinata)

Seiyū: Lynn 
- Ellie (jap. エリー Erī)

Seiyū: Azumi Waki 
- Sakuya Kurai (jap. 倉井 朔夜 Kurai Sakuya)

Seiyū: Rina Hidaka 
- Yū Aoki (jap. 木 夕 Aoki Yū)

Seiyū: Aya Uchida 

## Manga
Pierwszy rozdział mangi ukazał się 27 sierpnia 2014 na łamach czasopisma „Comic Cune”, które początkowo było dodatkiem do magazynu „Gekkan Comic Alive”. Później czasopismo stało się niezależne od „Comic Alive” i zostało przekształcone w samodzielny magazyn 27 sierpnia 2015. Ostatni rozdział został opublikowany 27 października 2021. Całość została zebrana w 8 tankōbonach, wydawanych od 26 września 2015 do 27 grudnia 2021.
| Nr | Data wydania (język japoński) | ISBN (język japoński)  |
| -- | ----------------------------- | ---------------------- |
| 1  | 30 września 2015              | ISBN 978-4-04-067797-2 |
| 2  | 30 czerwca 2016               | ISBN 978-4-04-068407-9 |
| 3  | 26 sierpnia 2017              | ISBN 978-4-04-069357-6 |
| 4  | 26 marca 2018                 | ISBN 978-4-04-069783-3 |
| 5  | 27 września 2018              | ISBN 978-4-04-069783-3 |
| 6  | 26 sierpnia 2019              | ISBN 978-4-04-065877-3 |
| 7  | 27 sierpnia 2020              | ISBN 978-4-04-064912-2 |
| 8  | 27 grudnia 2021               | ISBN 978-4-04-064912-2 |

## Anime
Telewizyjny serial anime na bazie mangi został wyprodukowany przez Studio Gokumi i AXsiZ. Za reżyserię odpowiadał Noriyaki Akitaya, scenariusz napisał Tatsuya Takahashi, postacie zaprojektował Takahiro Sakai, a muzykę skomponował Yoshiaki Fujisawa. 12-odcinkowy serial był emitowany od 5 października do 21 grudnia 2018 w AT-X i innych stacjach. Motywem otwierającym jest „†Kyūtie Ladies†” (jap. †吸tie Ladies†), natomiast końcowym „Happy!! Strange Friends” (jap. HAPPY!!ストレンジフレンズ Happy! Sutorenji furenzu). Oba utwory zostały wykonane przez Miyu Tomitę, Yū Sasaharę, Lynn i Azumi Waki. Licencję na dystrybucję serii nabył Crunchyroll.

### Lista odcinków
| №  | Tytuł                                                                                     | Premiera             |
| -- | ----------------------------------------------------------------------------------------- | -------------------- |
| 1  | Ordinary Citizen of the Dark Yami no ippan shimin (闇の一般市民)                          | 5 października 2018  |
| 2  | Akari’s Friend Akari no tomodachi (灯の友達)                                              | 12 października 2018 |
| 3  | The Vampire Goes to School Kyūketsuki gakkō e iku (吸血鬼学校へ行く)                      | 19 października 2018 |
| 4  | Sophie and Ellie Sofī to Erī (ソフィーとエリー)                                           | 26 października 2018 |
| 5  | Vampire Cooking Kyūketsuki no ryōri (吸血鬼の料理)                                        | 2 listopada 2018     |
| 6  | Interview with the Vampire Intabyū wizu vanpaia (インタビューウィズヴァンパイア)          | 9 listopada 2018     |
| 7  | Summer Break Spent with a Vampire Kyūketsuki to sugosu natsuyasumi (吸血鬼とすごす夏休み) | 16 listopada 2018    |
| 8  | The Last Day of Summer Break Natsuyasumi no saigo no hi (夏休みの最後の日)                | 23 listopada 2018    |
| 9  | Vampire VS Vampire Hunter Kyūketsuki bāsasu vanpaia hantā (吸血鬼VSヴァンパイアハンター)  | 30 listopada 2018    |
| 10 | The Vampire and the End of the Year Kyūketsuki to nenmatsu (吸血鬼と年末)                 | 7 grudnia 2018       |
| 11 | Cold Season Kaze no kisetsu (風邪の季節)                                                  | 14 grudnia 2018      |
| 12 | The Vampire and the Changing Seasons Meguru kisetsu to kyūketsuki (巡る季節と吸血鬼)      | 21 grudnia 2018      |